# Juan Manuel Salgueiro
Juan Manuel Salgueiro Silva, mais conhecido como Juan Manuel Salgueiro, Juan Salgueiro, ou simplesmente Salgueiro (Montevidéu, 3 de abril de 1983), é um futebolista uruguaio que joga como meia e atacante. Atualmente joga pelo Club Nacional.

## Carreira
Revelado pelo Danubio do Uruguai, jogou por 4 anos até se transferir para o Real Murcia da Espanha. Passou ainda pelo Necaxa, Estudiantes, LDU Quito, San Lorenzo e o Olimpia, muito vitorioso por onde passou.
Em 2016, foi anunciado pelo Botafogo, buscando repetir o sucesso de conterrâneos como Loco Abreu e Nicolás Lodeiro.

## Títulos
Danubio
 Campeonato Uruguaio: 2004
Estudiantes
 Copa Libertadores da América: 2009
LDU Quito
 Recopa Sul-Americana: 2010

 Campeonato Equatoriano de Futebol: 2010